# Kuddelmuddel bei Pettersson & Findus
Kuddelmuddel bei Pettersson & Findus ist ein dänisch-schwedisch-deutscher Zeichentrickfilm von 2009. Es ist der vierte Kinofilm der Pettersson-und-Findus-Reihe nach der Vorlage von Sven Nordqvist. Regie führten Jørgen Lerdam und Anders Sørensen.

## Handlung
Eines Morgens entdeckt Pettersson, dass das Dach repariert werden muss. Zuerst geht es aber zum See, wo er mit Findus Steine wirft. Dabei fällt er ins Wasser und Findus bemerkt, dass Pettersson gar nicht richtig schwimmen kann. Pettersson versucht dies jedoch zu verbergen und entwirft eine Schulschwimmmaschine. Als er diese testet, strandet er jedoch auf einer Binnenseeinsel. Findus versucht ihn zu retten, gerät aber auch in Bedrängnis. Mutig rettet Pettersson ihn. Nach einem weiteren Versuch kann Pettersson wieder schwimmen und die beiden kehren heim.
Abends wünscht Findus sich groß zu sein. Als er am nächsten Morgen aufwacht ist er groß, Pettersson aber klein. Das Erwachsensein hat er sich ganz anders vorgestellt. Weder kann er einen Kuchen backen, noch das Dach reparieren. Verzweifelt wünscht er sich wieder klein zu sein. Als er aufwacht, bemerkt er, dass alles nur ein böser Traum war.
Jetzt muss das Dach aber wirklich repariert werden. Mit einer Ziegelwurfmaschine soll Findus Pettersson helfen, doch zunächst erobern die Hühner die Maschine und schießen auf Pettersson, der sich gerade noch auf dem Dach halten kann. Als Findus angeflogen kommt, kann er ihn fangen, wird aber kurz darauf von einem Blitz getroffen und fällt vom Dach. Als Findus ihn findet, kann sich Pettersson an nichts mehr erinnern. Weder an Findus, noch an seinen eigenen Namen. Damit er sich erinnern kann, erzählt Findus ihm drei Geschichten: wie Pettersson zu Findus kam und sie sich beinahe wieder verloren haben, wie sie zusammen auf Schatzsuche waren und wie sie zusammen mit den Hühnern eine Band hatten. Danach ist Pettersson wieder der Alte.

## Hintergrund
Nach dem Film Morgen, Findus, wird’s was geben, der zum ersten Mal eine durchgehende Handlung hatte, ist Kuddelmuddel bei Pettersson & Findus wieder ein Episodenfilm, dessen Episoden durch eine kleine Rahmenhandlung verbunden werden. Der Film versucht die Buchvorlage handwerklich getreu umzusetzen. Farbton und Gestaltung orientieren sich an der Vorlage und wurden überwiegend in Pastellfarben gezeichnet. In der Rückblende zu Beginn des Films wird Sepia eingesetzt. Insgesamt sind die Bilder sehr detailliert gezeichnet und enthalten auch an Erwachsene gerichtete Details, wie eine an die Blues Brothers erinnernde Band und Anspielungen auf Robinson Crusoe.
Torbjörn Jansson, der bereits für die früheren Petersson-und-Findus-Filme die Drehbücher verfasste, übernahm bis auf eine Episode, die Rahmenhandlung nämlich, Folgen der 2. Staffel der Fernsehserie, die neu überarbeitet und zusammengeschnitten wurden. Die Episode, in der Findus und Pettersson sich das erste Mal treffen, basiert auf dem Buch „Wie Findus zu Pettersson kam“.
Der deutsche Kinostart war am 22. Oktober 2009. Für die deutsche Synchronfassung wurde mit Eberhard Prüter ein neuer Sprecher gefunden, da seine beiden Vorgänger Harald Leipnitz (Teil 1) und Achim Höppner (Teil 2 und 3) verstorben waren. Mit Anton Kurth wurde ein Nachwuchstalent als Stimme von Findus verpflichtet. Die DVD-Fassung erschien am 29. Januar 2010 über die Edel SE.

## Kritik
Kuddelmuddel bei Pettersson & Findus ist ein auch für kleinere Kinder geeigneter Film, der sich durch seine Machart auch als Einstiegsfilm eignet.
wurde als „Wunschfilm“ in das Programm des FILMERNST-Kinobüros (einer Initiative des Filmverbandes Brandenburg e.V. und des Landesinstituts für Schule und Medien Berlin-Brandenburg – LISUM) aufgenommen. Das Kinobüro sammelt besonders für pädagogisch und didaktische Zwecke geeignete Filme und stellt sie in Sondervorstellungen dem Publikum zur Verfügung.

„Die Verfilmung bereitet mit ihrem nordischen Humor den kleinen und großen Zuschauern ein Vergnügen, das jede betuliche Erzieherei vermeidet und die beiden Helden in aller Freundschaft aus ihren Konflikten lernen lässt.“

„Sympathisch-altmodisches Zeichentrick-Abenteuer mit den Figuren von Sven Nordqvist als schönes Wiedersehen mit den kauzigen Charakteren, wobei inhaltlich der rote Faden fehlt.“

Kritisiert wurde allerdings die Zweitverwertung von TV-Material.

„Dies ist mittlerweile der vierte Pettersson-und-Findus-Langspielfilm, der die Episoden der Fernsehserie zusammensetzt und derart zweitverwertet, der dritte, der dies in einer wenig kunstvollen Weißt-Du-noch?-Rückblendenstruktur tut – die Unverfrorenheit erbost. Alle fünf diesmal verkuddelmuddelten Folgen sind bereits im deutschen Fernsehen ausgestrahlt worden, auf DVD erhältlich (Pettersson und Findus – Die Original-DVD zur TV-Serie, Vol. 2) und – was es noch ärgerlicher macht – nicht einmal nett anzuschauen.“

„Was dann aber doch den Eindruck ein wenig stört, ist die Tatsache, dass es sich bei diesem Film eigentlich nur um einer Kompilation verschiedener Geschichten aus der Fernsehserie handelt, die neu zusammengesetzt und arrangiert wurden. Sicher mögen Kinder vor allem Geschichten, mit denen sie einigermaßen vertraut sind. Doch muss man es gleich derart übertreiben mit dem Recycling?“

## Synchronisation
| Originalrolle | Originalsprecher | Deutscher Rollennamen | Deutscher Sprecher |
| Pettsson      | Tord Peterson    | Pettersson            | Eberhard Prüter    |
| Findus        | Lukas Karlsson   | Findus                | Anton Kurth        |
| Gustavsson    | Gunnar Uddén     | Gustavsson            |                    |